# USS LST-921
O USS LST-921 foi um navio de guerra norte-americano da classe LST que operou durante a Segunda Guerra Mundial.